# Gymnogeophagus grupo rhabdotus
Gymnogeophagus grupo rhabdotus es uno de los conjuntos o subdivisiones en que está seccionado el género de peces de la familia de los cíclidos Gymnogeophagus. Agrupa especies que habitan en el centro-este de América del Sur. Son identificados como castañetas cortas en oposición a las “largas” que componen el grupo gymnogenys.

## Particularidades morfológicas y comportamentales
Todas las especies del grupo poseen las sinapomorfias que caracterizan al género: ausencia de supraneurales y la existencia de una espina ósea sobre el primer pterigoporo dorsal.
Los integrantes del grupo rhabdotus conforman un conjunto monofilético, el cual se separa del grupo gymnogenys, entre otros rasgos, por diferencias morfológicas, por ejemplo en el número y disposición de series de escamas (entre 22 y 25 escamas) y de radios, además de los patrones cromáticos, siendo los del grupo rhabdotus escasamente dimórficos.
Una notable diferencia con los machos del grupo gymnogenys es que los del grupo rhabdotus ni durante el período reproductivo ni fuera de él, llegan a desarrollar algún tipo giba en la nuca, no presentan cambio alguno en ese sector corporal. Si bien también al llegar la primavera la coloración de los machos se torna más vívida (la cual mantiene durante todo el período reproductivo) el cambio es menos pronunciado que en las especies del grupo gymnogenys, lo que sumado a la falta de giba determina un escaso dimorfismo sexual.
Rasgos particulares en sus hábitos reproductivos
También este grupo se distingue por particularidades reproductivas tanto en la puesta como en el cuidado parental.
Las especies del grupo rhabdotus depositan sus huevos en sustrato, es decir que los incuban sobre una superficie (no en la boca como las del grupo gymnogenys). La estrategia de incubación en sustrato se considera un carácter ancestral. El cuidado de las crías es biparental y también ocurre fuera de la boca, si bien, cuando las crías son nadadoras libres y la madre detecta algún peligro potencial, mediante una mueca hecha con sus mandíbulas, les da aviso para que raudamente se introduzcan en la cámara bucal hasta que la amenaza se disipe.
Son monógamos, es decir, durante todo el periodo reproductivo de cada año, el macho elige y corteja a una única hembra y protege un territorio en donde se reproducen y buscan alimento. Luego de la puesta esta es cuidada intensamente por la hembra mientras que el macho los protege de la entrada al territorio de intrusos intimidantes; durante la crianza ambos progenitores cuidan a la prole, siendo también muy agresivos con cualquier amenaza potencial.

## Distribución geográfica

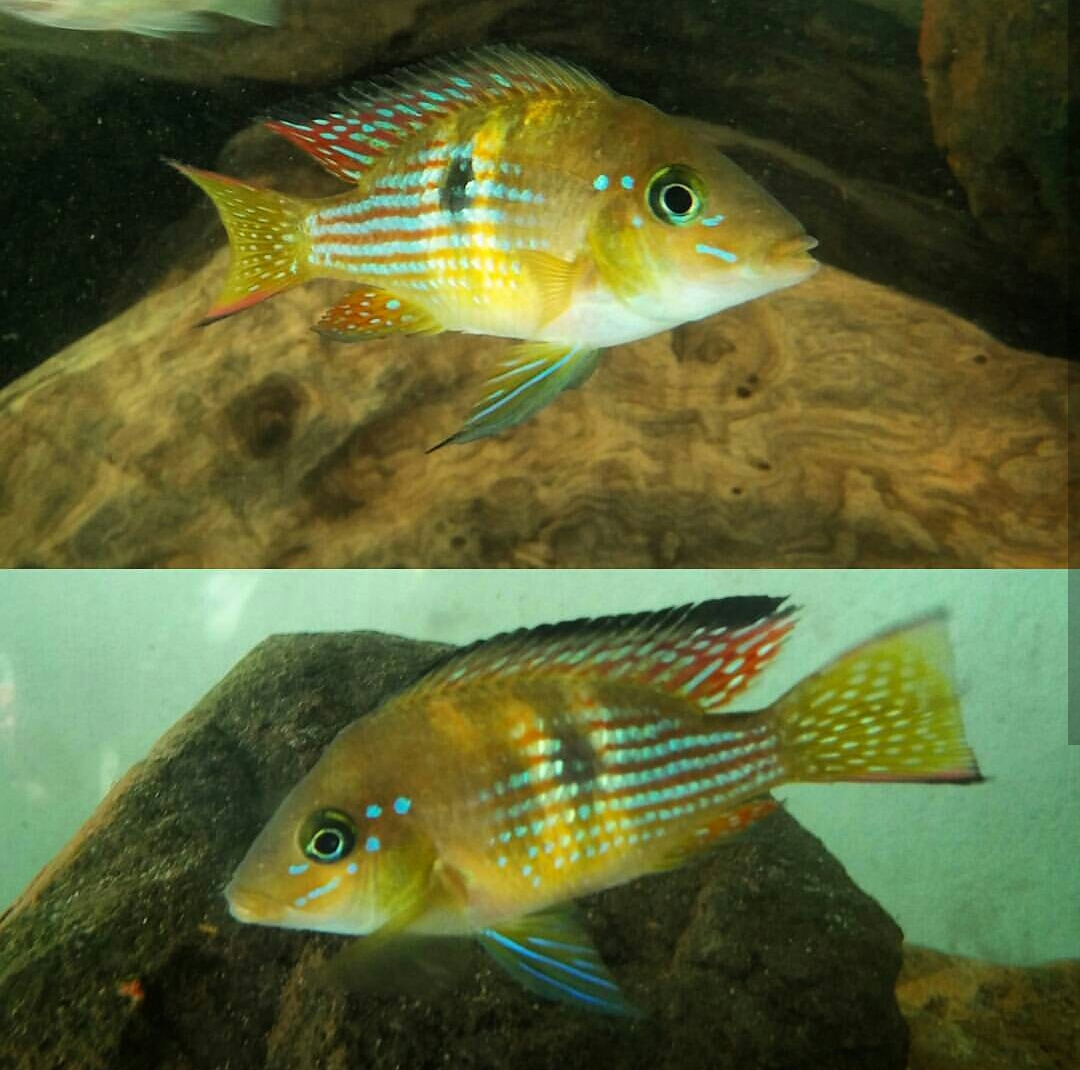
Ejemplar macho adulto de Gymnogeophagus terrapurpura, capturado en la laguna del Parque Roosevelt, departamento de Canelones, en las afueras de Montevideo.

Las especies del grupo rhabdotus habitan en cursos fluviales en el centro-este de América del Sur, en climas desde templados y subtropicales hasta tropicales, distribuyéndose en la cuenca del Plata, en el sistema de la laguna de los Patos y Merín y en la cuenca del río Tramandaí, encontrándoselos en el este del Paraguay, todo el Uruguay, el nordeste de la Argentina y el sur del Brasil. 
En el río Paraná, originalmente el grupo (y el género) no estaba presente en la ecorregión de agua dulce Paraná superior, pero la construcción del embalse de Itaipú inundó la barrera natural que lo impedía y permitió que sea conquistado por al menos una especie (Gymnogeophagus setequedas) propia del Paraná inferior. También se encuentra en todo el río Uruguay, alcanzando por el sur el sector inferior de la cuenca del río Salado, el que vuelca sus aguas en la ribera derecha del tramo estuarial del Río de la Plata. Allí alcanza también el género su distribución más austral.

## Taxonomía
El grupo rhabdotus forma un clado monofilético. En él se han reunido un total de 6 especies vivientes ya descritas, a las que se sumarán varias más que se encuentran en proceso de estudio, si bien la taxonomía del grupo es muy compleja.
- Gymnogeophagus che (Casciotta, Gómez & Toresanni, 2000)[10]
- Gymnogeophagus meridionalis (Reis & Malabarba, 1988)[1]
- Gymnogeophagus rhabdotus (Hensel, 1870)
- Gymnogeophagus setequedas (Reis, Malabarba & Pavanelli, 1992)[11]
- Gymnogeophagus taroba Casciotta, Almirón, Piálek & Říčan, 2017[12]
- Gymnogeophagus terrapurpura Loureiro, Zarucki, Malabarba & González-Bergonzoni, 2016[13]

Además, se han detectado varias formas geográficas que poseen ligeras diferencias entre sí, las que fueron definidas como haplotipos intermedios entre G. meridionalis y G. rhabdotus.